# Rudolf Hindemith
Rudolf Hindemith également connu sous le pseudonyme de Hans Lofer, est un compositeur et chef d'orchestre allemand, né à Francfort-sur-le-Main le 9 janvier 1900 et mort près de Munich le 7 octobre 1974. Il est resté la plupart du temps dans l'ombre de son célèbre frère Paul bien qu'il ait été redécouvert récemment[Quand ?].

## Biographie

### Enfance et jeunesse de deux frères au destin opposé
Dans l'enfance, les deux frères, qui possèdent une solide éducation musicale, font la fierté de leur famille ; ils commencent ensemble leur carrière professionnelle au sein du Quatuor Amar, un des ensembles représentatifs de la Musique contemporaine des années 1920 ; Rudolf y joue du violoncelle. Il s'en détache cependant assez vite, s'estimant occulté par son frère, et se tourne alors vers l'orchestre d'harmonie et le jazz. Lorsque Paul émigre en 1938 en Suisse pour fuir l'Allemagne nazie, Rudolf choisit de rester comme chef d'orchestre. Il dirige à Cracovie l'Orchestre symphonique du « Gouvernement général », qui a été créé sous l'impulsion du Gauleiter Hans Frank, qui sera pendu en 1946 après le procès de Nuremberg en raison de ses nombreux méfaits sous le nazisme.

### Pseudonyme après 1945 et redécouverte
Après la Seconde Guerre mondiale, Rudolf Hindemith mena, sous différents pseudonymes, une vie errante comme compositeur, chef d'orchestre et aussi professeur. Il est mort, esseulé, près de Munich en 1974. Sa tombe porte l'inscription Hans Lofer.
À Brême en février 2002 a eu lieu un Festival Rudolf Hindemith qui a duré trois jours. La Société philharmonique locale a joué quelques pièces pour piano et musique de chambre et a créé un concerto pour piano composé dans les années 1960 et que Rudolf Hindemith avait intitulé Suite pour piano et orchestre.

## Source
- (de) Cet article est partiellement ou en totalité issu de l’article de Wikipédia en allemand intitulé « Rudolf Hindemith » (voir la liste des auteurs).